# 레이더 흡수 물질
레이더 흡수 물질(Radiation-absorbent material, RAM)은 전파의 반사를 막아서 레이더 반사 면적을 수백배 줄여, 레이더 탐지가 어렵게 하는 물질이다. 전파흡수물질이라고도 한다.
스텔스 전투기, 스텔스 정찰기, 스텔스 폭격기, 스텔스 구축함은 모두 표면에 램을 페인트 식으로 바르거나 타일 식으로 붙여서, 레이더에 안 보이게 한다.

## 1세대
2003년 한국 국방과학연구소는 -6 dBsm (= 0.25 m2) RCS 수준의 램을 개발했다. dBsm은 데시벨/m2의 의미이다. dBsm = 10 X log(x m2)의 공식으로 변환한다.
2008년 5월 12일 방위사업청이 공개한 "스텔스 기술개발 현황" 내부보고서에 따르면, 1999년 국방과학연구소가 램 개발을 시작했으며, 2007년 말에 F-4 전투기 축소모형에 칠해서 시험비행을 하였고, 양호한 결과를 나타내었다. 곧 실제 전투기에 칠해 시험비행을 할 계획이라고 밝혔다. 군의 한 관계자는 “2003년부터 확보된 전파흡수 재료를 무기체계에 적용하는 시험 개발을 진행 중”이라며 “2010년대 중반까지를 목표로 스텔스 기능 구현에 필요한 모든 핵심기술을 개발할 계획”이라고 말했다. 개발된 램이 페인트 방식인지 합금 방식인지에 대해서는 밝히지 않았다.

## 2세대
RCS -12 dBsm (= 0.065 m2) 수준의 램 페인트로서, 일본은 이 페인트를 F-2 전투기에 사용할 계획이며, 한국은 T-50에 사용할 수 있다고 발표한 적이 있다.

## 3세대
2010년 이스라엘 나노플라이트 사는 나노 기술을 사용한 램 페인트를 개발하는데 성공했다고 발표했다. 50억 달러(6조 원)에 미국산 스텔스기를 구입하는 것 보다 훨씬 저비용이 든다고 주장했다. 이 회사는 군용만이 아니라 민간용으로도 판매할 계획인데, 고압전선 인근에 사는 건물에 스텔스 페인트를 칠하면, 고압전류에 의한 전자파를 분산시키기 때문에, 전자파 피해를 줄여준다고 주장했다. 전직 이스라엘 공군 장교이자 나노플라이트 대변인인 Eli Shaldag는 "전쟁에서 게임 체인저가 될 것"이라고 말했다. 나노플라이트 CEO인 Ricardo Burstein도 상당한 스텔스 성능을 주장했다.
한국 국방과학연구소는 나노 기술을 사용하여 실험실 수준에서 -32 dBsm (=0.00065 m2) RCS의 스텔스 성능을 나타내는 페인트를 개발하는데 성공했다.

## Iron Ball
U-2 정찰기, SR-71 정찰기, F-117 폭격기, F-22 전투기에 칠한 램 페인트를 "아이언볼"이라고 부른다. 2005년 11월, F-35 예산을 줄여 F-22를 더 많이 구입하기 위한 노력의 일환으로 미국 공군은 F-22 전투기가 금속 구슬(metal marble) 수준의 RCS를 가지고 있으며 F-35의 RCS는 금속 골프 공 수준이라고 발표하였으나, 두 기체 모두 정확한 RCS값은 알려지지 않았다.

## Fiber Mat
F-35에 칠하는 램 페인트를 "파이버맷"이라고 부른다. 미국 공군은 F-35의 스텔스 성능을 "골프공 수준의 RCS"라고 발표했는데, 골프공은 대략 -28.45 dBms (= 0.00143 m2) 정도이다. 보통 수출형 F-35는 성능을 저하시켜서 RCS가 -8 dBms (= 0.15 m2)라는 정보가 많이 돌아다니는데, 이에 대해 록히드 마틴은 수출형과 내수형에 성능차이가 있다는 것을 부인했다.

## 같이 보기
- 레이더 반사 면적